# Mihaela Radulescu
Mihaela Radulescu (Brașov, Rumanía, 1950 - Lima, Perú, 2021) fue una filóloga, poeta, semiótica, curadora de arte, gestora cultural, docente universitaria e investigadora rumana radicada en Perú.

## Biografía
Nació en Brashov, ciudad ubicada en el centro de Rumanía, el 26 de noviembre de 1950. Realizó sus estudios en el Liceo Veintitrés de Agosto de Bucarest y los superiores en la Facultad de Filología Románica de la Universidad de Bucarest, institución en la que obtiene su licenciatura, en 1973, con la tesis titulada La imagen del tiempo en los cuentos de Jorge Luis Borges. Posteriormente, cursa un diplomado en Pedagogía y otro en Traducción, a partir de los cuales ejerce labores en diversas editoriales. De la misma manera, trabajó como intérprete, traductora, y directora en la dirección del Centro Internacional de la sección rumana de las Naciones Unidas, entre 1980 y 1982.
En el año 1983 emigró a Lima, ciudad en la que empieza su labor académica en la Pontificia Universidad Católica del Perú, institución en donde ejerció la enseñanza  en la Facultad de Arte y Diseño por casi cuarenta años En 1986 concluye, en esa misma universidad, una Maestría en Literatura Hispana.Asimismo, entre 1985 y 1990, ejerció la docencia en la Facultad de Lenguas Modernas de la Universidad Ricardo Palma en paralelo a su labor como profesora en la Escuela Diplomática de Lima.
Más adelante, en 1994, se incorpora a la plana docente de la Escuela de Arte de la Universidad Nacional Mayor de San Marcos, institución en donde culmina sus estudios de Doctorado en Literatura peruana y latinoamericana en 1996. En dicha universidad ejerció la docencia por casi treinta años en cursos sobre Teoría del Arte, Semiótica del Arte, Historia del cine, Lenguaje cinematográfico y diversos seminarios sobre arte de los siglos XX y XXI y sobre la contracultura. A su llegada a San Marcos, asumió la dirección de la galería de la Facultad de Letras hasta que, en el año 1999, fue nombrada directora del Museo de Arte del Centro Cultural de la universidad, siendo la primera mujer en ostentar dicho cargo.
Falleció en Lima el 17 de febrero de 2021. Diversas entidades relacionadas con el mundo de la cultura nacional lamentaron su partida. 

## Trayectoria
Como especialista en semiótica, Mihaela Radulescu difundió el conocimiento sobre la disciplina en la comunidad académica, así como su método de análisis aplicado a las artes visuales. Para ella, el entendimiento de una obra de arte implicaba la comprensión de la manera en la que el autor veía el mundo y, en tal sentido, de la individualidad humana. De esta manera, en su calidad de docente, fomentó el análisis de obras de arte peruano y latinoamericano contemporáneo mediante dicho método de observación y asumió la asesoría de proyectos individuales de investigación sobre arte urbano, fotografía e historia del cine. Asimismo, dirigió proyectos de publicaciones como la revista académica Tórax, en 2017, coordinada por el Grupo de Investigación en Semiótica visual (GISEVI) de la Universidad Católica o el Grupo de Investigación de arte no objetual (IANO) conformado por estudiantes de la escuela de Arte de la Facultad de Letras en San Marcos.
Como investigadora, Radulescu mostró siempre interés en la artes visuales y en el arte no objetual en el Perú, razón por la que dedicó múltiples artículos a analizar la obra de artistas plásticos de los siglos XX y XXI como Tilsa Tsuchiya, Pablo Amaringo, Herbert Rodríguez, Jorge Miyagui o Claudia Coca, así como de fotógrafos, videastas o artistas multidisciplinarios como Elena Tejada-Herrera, Sergio Zevallos, Natalia Iguiñiz, Angie Bonino, Héctor Acuña, entre otros.
Como gestora cultural, Mihaela Radulescu visibilizó e impulsó el trabajo de múltiples artistas en Perú. Durante su paso por la dirección del Museo de Arte de San Marcos, entre 1999 y 2001, procuró, como algunas de sus medidas, la mejora y la conservación de las colecciones, así como la apertura de nuevas salas de exposiciones con el fin de potenciar el vínculo entre la institución y el público visitante. Gracias a estas implementaciones y a una serie de alianzas institucionales, la gestión de Radulescu abrió espacios para la visibilización de artistas consagrados como Juan Manuel Ugarte Elespuru, Venancio Shinki y Enrique Polanco, o de figuras emergentes en los espacios culturales de la década como Christian Bendayán, Teresa Carvallo, Sebastián Suncock, Ana María Guevara, entre otras manifestaciones artísticas peruanas.

## Publicaciones individuales
- Introducción a la semiótica visual (PUCP, 2012)
- Video Diseño (PUCP, 2012)
- Stop Motion (PUCP, 2013)
- Video Arte (PUCP, 2015)
- 24 horas de fundamentos discursivos para la semiótica del diseño (PUCP, 2016)
- Un cielo color fresa (Magdala Editores, 2004). Poesía.

## Reconocimientos
- Reconocimiento a la Trayectoria curatorial 2021 (Asociación de Curadores del Perú).[10]
- Reconocimiento a la Investigación PUCP 2010-2016 (Universidad Católica del Perú).
- Premio a la Responsabilidad social universitaria docente 2015-2016 (Universidad Católica del Perú).
- Designación como Embajadora del diseño latino 2015 (Facultad de Diseño y Comunicación de la Universidad de Palermo, Argentina).